# Canyon Indian
Pour les articles homonymes, voir Indian.
Le canyon Indian (en anglais : Indian Canyon) est une gorge américaine située dans le comté de Mariposa, en Californie. Formé par l'Indian Canyon Creek, il est protégé au sein de la Yosemite Wilderness, dans le parc national de Yosemite.
Dans son récit de voyage Un été dans la Sierra, publié en 1911, John Muir indique avoir descendu le canyon le 3 juillet 1869 pour tenter de retrouver un ancien professeur dont il pressentait sans raison la présence dans la vallée de Yosemite. Puis, après l'avoir effectivement rencontré, il a le lendemain remonté la gorge pour atteindre le campement où s'était arrêtée la transhumance à laquelle il participait alors.